# Dave Pasin
Dave Pasin (né le 8 juillet 1966 à Edmonton, Alberta au Canada) est un joueur canadien de hockey sur glace professionnel à la retraite. Il évoluait au poste de centre.

## Carrière de joueur
Dave Pasin pratique son hockey junior avec les Raiders de Prince Albert de la Ligue de hockey de l'Ouest, inscrivant 320 points en trois saisons. Lors du repêchage d'entrée 1984 de la Ligue nationale de hockey, il est choisi en première ronde (19e au total) par les Bruins de Boston. Il continue en junior une saison supplémentaire durant laquelle les Raiders s'imposent en LHOu ainsi qu'en Coupe Memorial.
En 1985, il passe professionnel avec les Bruins, jouant 71 parties en LNH dès sa première saison. Par la suite, il est assigné aux Golden Flames de Moncton de la Ligue américaine de hockey puis aux Mariners du Maine. Il manque l'essentiel de la saison 1987-1988 en raison d'une blessure à l'œil survenue lors d'une séance d'entraînemant. En novembre 1988, il est échangé aux Kings de Los Angeles. Au cours de la saison 1989-1990, il fait un court passage en Ligue nationale A suisse avant de revenir en Amérique du Nord après avoir été réclamé au ballotage par les Islanders de New York, finissant la saison avec les Indians de Springfield avec lesquels il remporte la coupe Calder. À partir de 1991, il joue en Italie où il remporte plusieurs titres. Lors de la saison 1995-1996, il porte le chandail des Spiders de San Francisco de la Ligue internationale de hockey ainsi que celui des Skates d'Oakland de Roller Hockey International, une ligue majeure d'inline hockey. La saison suivante, il retourne en Italie avant d'aller jouer en Suisse où il met un terme à sa carrière en 1998.

## Statistiques
| Saison    | Équipe                   | Ligue          |    | Saison régulière | Saison régulière | Saison régulière | Saison régulière | Saison régulière |    | Séries éliminatoires | Séries éliminatoires | Séries éliminatoires | Séries éliminatoires | Séries éliminatoires |
| Saison    | Équipe                   | Ligue          | PJ | B                | A                | Pts              | Pun              | PJ               | B  | A                    | Pts                  | Pun                  |                      |                      |
| 1981-1982 | Legionnaires d'Edmonton  | AMHL           |    |                  |                  |                  |                  |                  |    |                      |                      |                      |                      |                      |
| 1982-1983 | Raiders de Prince Albert | LHOu           | 62 | 40               | 42               | 82               | 48               | -                | -  | -                    | -                    | -                    |                      |                      |
| 1983-1984 | Raiders de Prince Albert | LHOu           | 71 | 68               | 54               | 122              | 68               | 5                | 1  | 4                    | 5                    | 0                    |                      |                      |
| 1984-1985 | Raiders de Prince Albert | LHOu           | 65 | 64               | 52               | 116              | 88               | 10               | 10 | 11                   | 21                   | 10                   |                      |                      |
| 1985      | Raiders de Prince Albert | Coupe Memorial | -  | -                | -                | -                | -                | 5                | 4  | 7                    | 11                   | 4                    |                      |                      |
| 1985-1986 | Bruins de Boston         | LNH            | 71 | 18               | 19               | 37               | 50               | 3                | 0  | 1                    | 1                    | 0                    |                      |                      |
| 1986-1987 | Golden Flames de Moncton | LAH            | 66 | 27               | 25               | 52               | 47               | 6                | 1  | 1                    | 2                    | 14                   |                      |                      |
| 1987-1988 | Mariners du Maine        | LAH            | 30 | 8                | 14               | 22               | 39               | 8                | 4  | 3                    | 7                    | 13                   |                      |                      |
| 1988-1989 | Mariners du Maine        | LAH            | 11 | 2                | 5                | 7                | 6                | -                | -  | -                    | -                    | -                    |                      |                      |
| 1988-1989 | Nighthawks de New Haven  | LAH            | 48 | 25               | 23               | 48               | 42               | 17               | 8  | 8                    | 16                   | 47                   |                      |                      |
| 1988-1989 | Kings de Los Angeles     | LNH            | 5  | 0                | 0                | 0                | 0                | -                | -  | -                    | -                    | -                    |                      |                      |
| 1989-1990 | Nighthawks de New Haven  | LAH            | 7  | 7                | 4                | 11               | 14               | -                | -  | -                    | -                    | -                    |                      |                      |
| 1989-1990 | Indians de Springfield   | LAH            | 11 | 2                | 3                | 5                | 2                | 3                | 1  | 2                    | 3                    | 2                    |                      |                      |
| 1989-1990 | HC Fribourg-Gottéron     | LNA            | 9  | 4                | 7                | 11               | 17               | -                | -  | -                    | -                    | -                    |                      |                      |
| 1990-1991 | Nighthawks de New Haven  | LAH            | 39 | 13               | 25               | 38               | 57               | -                | -  | -                    | -                    | -                    |                      |                      |
| 1990-1991 | Roadrunners de Phoenix   | LIH            | 13 | 4                | 3                | 7                | 24               | 9                | 3  | 4                    | 7                    | 8                    |                      |                      |
| 1991-1992 | HC Gardena               | Serie B        | 30 | 51               | 30               | 81               | 33               | -                | -  | -                    | -                    | -                    |                      |                      |
| 1992-93   | HC Bolzano               | Serie A        | 32 | 31               | 46               | 77               | 52               | 8                | 4  | 5                    | 9                    | 7                    |                      |                      |
| 1992-93   | HC Bolzano               | Alpenliga      | 18 | 12               | 12               | 24               | 100              | -                | -  | -                    | -                    | -                    |                      |                      |
| 1993-94   | HC Bolzano               | Serie A        | 15 | 12               | 27               | 39               | 37               | 6                | 5  | 7                    | 12                   | 14                   |                      |                      |
| 1993-94   | HC Bolzano               | Alpenliga      | 29 | 29               | 34               | 63               | 74               | -                | -  | -                    | -                    | -                    |                      |                      |
| 1994-95   | HC Bolzano               | Serie A        | 32 | 31               | 46               | 77               | 52               | 10               | 12 | 19                   | 31                   | 28                   |                      |                      |
| 1994-95   | HC Bolzano               | CLE            | 18 | 20               | 25               | 45               | 38               | -                | -  | -                    | -                    | -                    |                      |                      |
| 1995-1996 | Spiders de San Francisco | LIH            | 26 | 5                | 9                | 14               | 16               | -                | -  | -                    | -                    | -                    |                      |                      |
| 1996-1997 | HC Bolzano               | Alpenliga      | 38 | 23               | 28               | 51               | 127              | -                | -  | -                    | -                    | -                    |                      |                      |
| 1996-1997 | HC Davos                 | LNA            | 2  | 3                | 1                | 4                | 6                | 6                | 4  | 3                    | 7                    | 16                   |                      |                      |
| 1997-1998 | HC Thurgovie             | LNB            | 9  | 3                | 8                | 11               | 64               | -                | -  | -                    | -                    | -                    |                      |                      |

| Saison | Équipe           | Ligue |   | PJ | B | A | Pts | Pun |
| 1996   | Skates d'Oakland | RHI   | 6 | 3  | 2 | 5 | 6   |     |

## Transactions en carrière
- 3 novembre 1988 : échangé aux Kings de Los Angeles par les Bruins de Boston en retour de Paul Guay.
- 6 mars 1990 : réclamé au ballotage par les Islanders de New York depuis les Kings.

## Titres et honneurs personnels
- Ligue de hockey de l'Ouest
  - Champion de la coupe Ed Chynoweth 1985 avec les Raiders de Prince Albert
  - Nommé dans la seconde équipe d'étoiles de la Division Est 1985
- Coupe Memorial
  - Champion de la coupe Memorial 1985 avec les Raiders de Prince Albert
- Ligue américaine de hockey
  - Champion de la coupe Calder 1990 avec les Indians de Springfield
- Serie B
  - Champion de Serie B 1992 avec le HC Gardena
- Alpenliga
  - Champion de l'Alpenliga 1994 avec le HC Bolzano
- Serie A
  - Champion de Serie A 1995 avec le HC Bolzano
- Coupe des ligues européennes
  - Champion de la coupe des ligues européennes 1995  avec le HC Bolzano